# Mirvac
Die  Mirvac Group  ist ein diversifiziertes australisches Immobilienunternehmen mit Sitz in Sydney, New South Wales. Es ist im S&P/ASX 50 notiert. Mirvac verfügt über eine integrierte Entwicklungs- und Vermögensverwaltungsfunktion. Die Segmente des Unternehmens umfassen Office & Industrial, Einzelhandel, Wohnen und Unternehmen. Das Segment Office & Industrial verwaltet das Portfolio an Büro- und Industrieimmobilien, um Mieteinnahmen zu erzielen und Büro- und Industrieprojekte zu entwickeln. Das Segment Office & Industrial verwaltet auch Joint Ventures und Immobilien für Drittinvestoren und -eigentümer. Das Segment Retail verwaltet das Einzelhandelsimmobilienportfolio einschließlich der Einkaufszentren. Das Retail-Segment entwickelt auch Einkaufszentren und verwaltet Joint Ventures und Immobilien für Drittinvestoren und -eigentümer. Das Segment Wohnen entwirft, entwickelt, vermarktet und verkauft Wohnimmobilien an externe Kunden, einschließlich Masterplanned Communities und Apartments, in Kernmärkten der Metropolen.

## Geschichte
- 1972: Der Wirtschaftsverband, aus dem Mirvac werden sollte, begann Ende der 1960er und Anfang der 1970er Jahre mit der Entwicklung von Immobilien auf Joint Venture-Basis. Die Entwickler waren   Robert Hamilton und Henry Pollack. Hamilton hatte 1961 eine Immobilienagentur an Sydneys Nordküste eröffnet, die Wohnungen vermarktete und verkaufte und Entwickler beriet. Pollack war Architekt und Baumeister. Zusammen bildeten sie eine Allianz, um vier Projekte in Sydney abzuschließen. Im Jahr 1972 wurde Mirvac ins Leben gerufen.
- 1979: Mirvac gründet seine Hotel Division.
- 1982: Der Capital Property Trust wird an der australischen Börse notiert.
- 1987: Mirvac Limited wird an der australischen Börse notiert.
- 1992: Mirvac Property Trust wird an der australischen Börse notiert.
- 1999: Die Mirvac Group wird durch die Fusion von Capital Property Trust, Mirvac Limited und Mirvac Property Trust gegründet.
- 2000: Mirvac vervollständigt das Sydney Olympic Village, das während der Olympischen Spiele 2000 in Sydney 16.000 Athleten beherbergt.
- 2007: Mirvac erwirbt das Carlton Hotel-Portfolio für 328 Mio. A$.  Mirvac beschafft 300 Millionen A$ Eigenkapital von drei internationalen Investoren, um einen Großhandels-Investmentfonds für Wohnimmobilien einzurichten. Mirvac erwirbt von der Walker Corporation ein Immobilienportfolio in Höhe von 1,1 Mrd. A$.
- 2009: Mirvac erwirbt den Mirvac Real Estate Investment Trust und erweitert sein Portfolio um 1 Milliarde US-Dollar.
- 2010: Mirvac erwirbt den Westpac Office Trust für 1,1 Milliarden A$.
- 2011: Mirvac schließt Verträge über den Verkauf seines Hotelmanagementgeschäfts Mirvac Hotels & Resorts und verschiedener damit verbundener Hotelinvestitionen an Accor  und Ascendas ab.
- 2013: Mirvac erwirbt von GE Real Estate Investments Australia ein ausgewähltes Portfolio an Büroimmobilien.
- 2017: Mirvac geht eine Industrie- und Logistikpartnerschaft mit Morgan Stanley Real Estate Investing  ein.[4]